# ITunes Festival: London 2010 (EP de Ellie Goulding)
iTunes Festival: London 2010 es un extended play en vivo de la artista inglesa Ellie Goulding. El álbum fue grabado durante el iTunes Festival en junio de 2010 en el Roundhouse de Londres. Fue lanzado posteriormente en el iTunes Store el 15 de julio de 2010. Una versión completa del conjunto de Ellie Goulding fue lanzada en la edición de iTunes de su álbum debut Lights.

## Lista de canciones
| N.º | Título                              | Duración |  |
| 1.  | «Lights»                            | 5:18     |  |
| 2.  | «This Love (Will Be Your Downfall)» | 3:59     |  |
| 3.  | «The Writer»                        | 4:09     |  |
| 4.  | «Guns and Horses»                   | 3:42     |  |
| 5.  | «Salt Skin»                         | 5:10     |  |
| 6.  | «Starry Eyed»                       | 3:48     |  |